# 杵屋てる
杵屋 てる（きねや てる、1844年（弘化元年） - 1909年（明治42年）7月23日）は、長唄の唄方である。医師大野平左衛門の娘で、8代目杵屋六三郎の妻。長唄の名人と伝えられている。
30曲余りを作曲し、しばしば皇族邸へ伺候して演奏をした。三味線より唄に優れていて、特に「勧進帳」は絶品であったと伝えられている。
明治42年7月23日死去。66歳。(稀音家義丸補足）